# Michał Pietrzak
 (décembre 2023).
Si vous disposez d'ouvrages ou d'articles de référence ou si vous connaissez des sites web de qualité traitant du thème abordé ici, merci de compléter l'article en donnant les références utiles à sa vérifiabilité et en les liant à la section « Notes et références ».
Michał Pietrzak (né le 3 avril 1989 à Łęczyca) est un athlète polonais, spécialiste du 400 mètres.

## Biographie
Il participe aux séries du relais 4 × 400 m lors des championnats d'Europe 2014 de Zurich en Suisse et permet à l'équipe de Pologne d'accéder à la finale. Non retenu pour la finale, il reçoit la médaille de bronze au même titre que ses coéquipiers.
De même pour les Championnats d'Europe 2016 à Amsterdam, il remporte le bronze dans les mêmes conditions.

## Palmarès
| Date | Compétition                       | Lieu        | Résultat | Épreuve   | Temps         |
| ---- | --------------------------------- | ----------- | -------- | --------- | ------------- |
| 2009 | Championnats d'Europe espoirs     | Kaunas      | 1er      | 4 × 400 m | 3 min 3 s 74  |
| 2011 | Championnats d'Europe espoirs     | Ostrava     | 2e       | 4 × 400 m | 3 min 3 s 62  |
| 2013 | Championnats d'Europe par équipes | Gateshead   | 3e       | 4 × 400 m | 3 min 6 s 18  |
| 2014 | Championnats du monde en salle    | Sopot       | 4e       | 4 × 400 m | 3 min 4 s 39  |
| 2014 | Championnats d'Europe             | Zurich      | 3e       | 4 × 400 m | séries        |
| 2015 | Championnats d'Europe par équipes | Tcheboksary | 3e       | 4 x 400 m | 3 min 01 s 24 |
| 2015 | Universiade                       | Gwangju     | 3e       | 4 x 400 m | 3 min 07 s 77 |
| 2017 | Championnats d'Europe par équipes | Lille       | 4e       | 4 x 400 m | 3 min 03 s 86 |

## Records
| Épreuve | Performance | Lieu          | Date         |
| ------- | ----------- | ------------- | ------------ |
| 400 m   | 46 s 21     | Bielsko-Biala | 16 juin 2012 |